# Fred Travalena

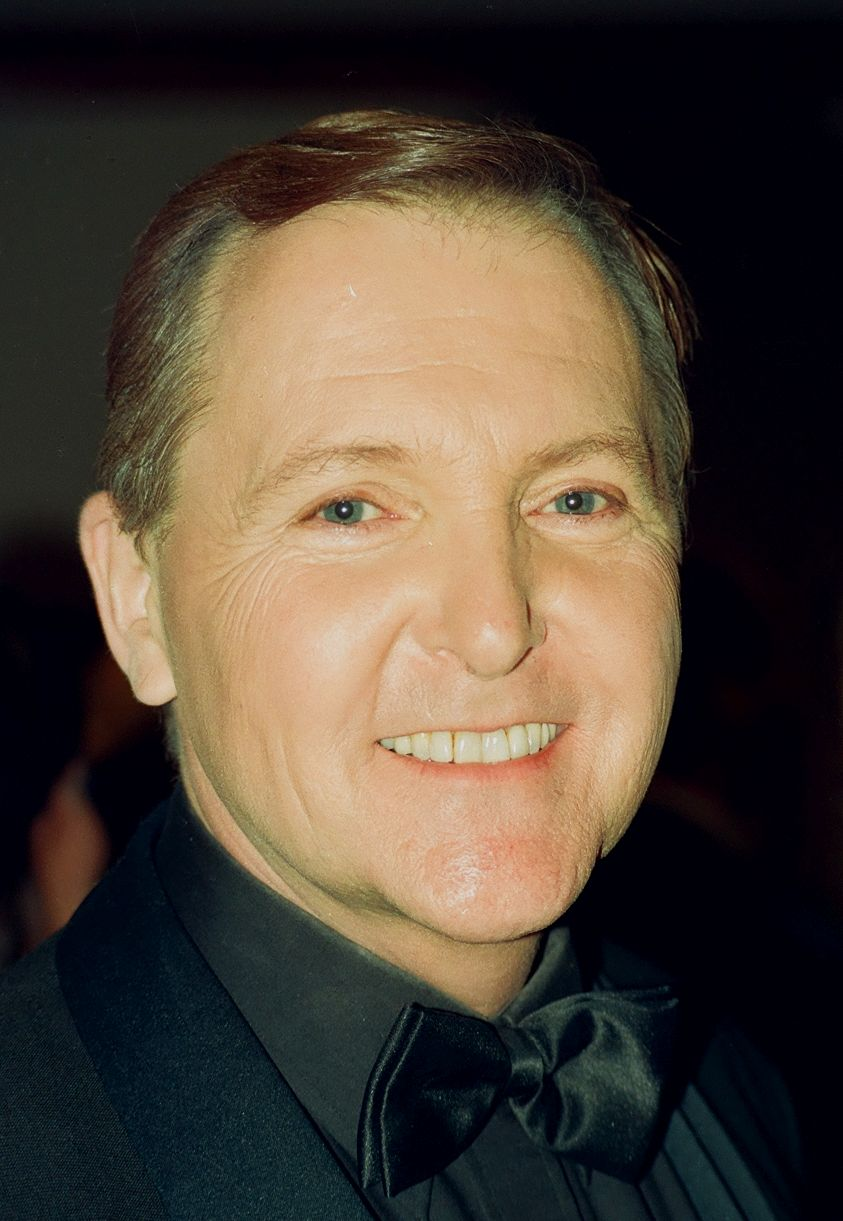
Fred Travalena, 1999

Frederick Albert Travalena III (* 6. Oktober 1942 in der Bronx, New York; † 28. Juni 2009 in Encino, Kalifornien) war ein US-amerikanischer Stimmenimitator, Komiker und Schauspieler.

## Leben
Travalena wuchs in Long Island auf und zog als junger Mann nach Los Angeles, wo er als Stimmenimitator zunächst in Clubs auftrat. Ab den frühen 1970er Jahren erhielt er Fernsehangebote und entwickelte in Shows wie The ABC Comedy Hour seinen Act weiter. Zahlreiche Shows und Sendungen verpflichteten ihn als Gaststar, der als „Mann mit den tausend Stimmen“ Filmstars und Musiker nachahmte. Er trat in Las Vegas (ab 1971), Reno und Atlantic City mit eigenen Shows auf. Daneben war er immer wieder als Synchronsprecher für Trickfilme tätig.
Im Fernsehen präsentierte er Mitte der 1980er Jahre die Spielshow Anything for Money und hatte in der Fernsehserie Good Sports einen Gastauftritt. 1992 kam er als Michael Jackson bei den MTV Awards auf die Bühne.
Travalena erhielt 2005 einen Stern auf dem Hollywood Walk of Fame.